# ألان ستراود
ألان ستراود (بالإنجليزية: Alan Stroud) هو لاعب كرة قدم نيوزيلندي في مركز حراسة المرمى، ولد في 11 أغسطس 1965 في نيوزيلندا. شارك مع منتخب نيوزيلندا لكرة القدم. أما مع النوادي، فقد لعب مع كرايستشرش يونايتد.